# Mont Siple
Le mont Siple est un volcan inactif de l'Antarctique, situé sur l'île éponyme. 
Il s'élève à 3 110 m et domine le nord-ouest de l'île Siple, séparée de la côte Bakutis de la terre Marie Byrd, par la barrière de glace de Getz. C'est un volcan dormant et son aspect récent suggère fortement que sa dernière éruption ne remonte pas avant l'Holocène. Son sommet est formé par une caldeira de 4 km sur 5 et sa base comporte des cônes de tuf. 
Le mont, comme l'île, porte le nom de Paul A. Siple (1908-1968), géographe et explorateur américain de l'Antarctique qui prit part à six expéditions antarctiques, dont les deux expéditions Byrd de 1928-1930 et 1933-1935 (côte Siple, île Siple). 
Selon le catalogue peaklist.org, il est probable mais non prouvé que son sommet ait été conquis. Dans le cas contraire, il resterait le plus haut sommet inconquis de la région antarctique.  